# Finale de la ligue mondiale de hockey sur gazon féminin 2016-2017
Navigation
2014-2015
La finale de la Ligue mondiale de hockey sur gazon féminin 2016-2017 est la dernière étape de l'édition 2016-2017 de la Ligue mondiale de hockey sur gazon. Il prend place du 17 au 26 novembre 2017 à Auckland en Nouvelle-Zélande,.
Les Pays-Bas gagne le tournoi pour une deuxième fois record en gagnant 3 - 0 contre la Nouvelle-Zélande. La Corée du Sud gagne le match pour la troisième place par une victoire 1 - 0 contre l'Angleterre.

## Équipes qualifiées
Huit équipes participent à la compétition: le pays hôte plus les 7 pays qui se sont qualifiés durant les demi-finales.
| Dates                    | Événement                                                               | Lieu          | Quotas | Qualifié(s)                                               |
| ------------------------ | ----------------------------------------------------------------------- | ------------- | ------ | --------------------------------------------------------- |
| N/A                      | Pays hôte                                                               | N/A           | 1      | Nouvelle-Zélande (5)                                      |
| 21 juin - 2 juillet 2017 | Demi-finales de la ligue mondiale de hockey sur gazon féminin 2016-2017 | Bruxelles     | 7      | Pays-Bas (1) Chine (8) Corée du Sud (9)                   |
| 8 - 23 juillet 2017      | Demi-finales de la ligue mondiale de hockey sur gazon féminin 2016-2017 | Johannesbourg | 7      | Angleterre (2) Argentine (3) Allemagne (6) États-Unis (7) |

## Résultats
Toutes les heures correspondent à l'heure d'été de Nouvelle-Zélande (UTC+13)

### Premier tour

#### Poule A
| Rang | Équipe           | J | V | N | P | BP | BC | Diff | Pts |
| ---- | ---------------- | - | - | - | - | -- | -- | ---- | --- |
| 1    | Pays-Bas         | 3 | 3 | 0 | 0 | 9  | 0  | +9   | 9   |
| 2    | États-Unis       | 3 | 1 | 1 | 1 | 4  | 4  | 0    | 4   |
| 3    | Corée du Sud     | 3 | 1 | 1 | 1 | 3  | 5  | -2   | 4   |
| 4    | Nouvelle-Zélande | 3 | 0 | 0 | 3 | 2  | 9  | -7   | 0   |

Source: FIH
En cas d'égalité de points de plusieurs équipes à l'issue des matchs de poule, les critères suivants sont appliqués dans l'ordre indiqué pour établir leur classement
1. Points,
2. Différence de buts,
3. Buts marqués,
4. Face à face.

| 17 novembre 2017 | États-Unis | 1 - 1   | Corée du Sud |                                                                 |                                                                 |
| 18h00            | Matson 20e | (1 - 0) | 58e Cha      | Arbitrage : Chieko Soma Alison Keogh Arbitre vidéo : Lisa Roach | Arbitrage : Chieko Soma Alison Keogh Arbitre vidéo : Lisa Roach |
| 18h00            | Rapport    |         |              | Arbitrage : Chieko Soma Alison Keogh Arbitre vidéo : Lisa Roach | Arbitrage : Chieko Soma Alison Keogh Arbitre vidéo : Lisa Roach |

|       | Nouvelle-Zélande | 0 - 4   | Pays-Bas                                    |                                                                  |                                                                  |
| 20h00 |                  | (0 - 2) | 11e, 48e Jonker · 15e Krekelaar · 39e Matla | Arbitrage : Kim Jung Hee Sarah Wilson Arbitre vidéo : Lisa Roach | Arbitrage : Kim Jung Hee Sarah Wilson Arbitre vidéo : Lisa Roach |
| 20h00 | Rapport          |         |                                             | Arbitrage : Kim Jung Hee Sarah Wilson Arbitre vidéo : Lisa Roach | Arbitrage : Kim Jung Hee Sarah Wilson Arbitre vidéo : Lisa Roach |

| 18 novembre 2017 | Nouvelle-Zélande | 1 - 2   | Corée du Sud             |                                                                      |                                                                      |
| 18h00            | Goad 36e         | (0 - 0) | 51e Cho H. · 53e Park S. | Arbitrage : Michelle Joubert Karine Alves Arbitre vidéo : Lisa Roach | Arbitrage : Michelle Joubert Karine Alves Arbitre vidéo : Lisa Roach |
| 18h00            | Rapport          |         |                          | Arbitrage : Michelle Joubert Karine Alves Arbitre vidéo : Lisa Roach | Arbitrage : Michelle Joubert Karine Alves Arbitre vidéo : Lisa Roach |

|       | Pays-Bas           | 2 - 0   | États-Unis |                                                                |                                                                |
| 20h00 | Krekelaar 18e, 37e | (1 - 0) |            | Arbitrage : Karen Bennett Miao Lin Arbitre vidéo : Ivona Makar | Arbitrage : Karen Bennett Miao Lin Arbitre vidéo : Ivona Makar |
| 20h00 | Rapport            |         |            | Arbitrage : Karen Bennett Miao Lin Arbitre vidéo : Ivona Makar | Arbitrage : Karen Bennett Miao Lin Arbitre vidéo : Ivona Makar |

| 20 novembre 2017 | Pays-Bas                                           | 3 - 0   | Corée du Sud |                                                                  |                                                                  |
| 18h00            | Van Geffen 28e · Krekelaar 41e · Van Maasakker 56e | (1 - 0) |              | Arbitrage : Sarah Wilson Karine Alves Arbitre vidéo : Lisa Roach | Arbitrage : Sarah Wilson Karine Alves Arbitre vidéo : Lisa Roach |
| 18h00            | Rapport                                            |         |              | Arbitrage : Sarah Wilson Karine Alves Arbitre vidéo : Lisa Roach | Arbitrage : Sarah Wilson Karine Alves Arbitre vidéo : Lisa Roach |

|       | Nouvelle-Zélande | 1 - 3   | États-Unis                |                                                                     |                                                                     |
| 20h00 | Gunson 22e       | (1 - 1) | 9e Witmer · 37e, 45e West | Arbitrage : Michelle Joubert Ivona Makar Arbitre vidéo : Lisa Roach | Arbitrage : Michelle Joubert Ivona Makar Arbitre vidéo : Lisa Roach |
| 20h00 | Rapport          |         |                           | Arbitrage : Michelle Joubert Ivona Makar Arbitre vidéo : Lisa Roach | Arbitrage : Michelle Joubert Ivona Makar Arbitre vidéo : Lisa Roach |

#### Poule B
| Rang | Équipe     | J | V | N | P | BP | BC | Diff | Pts |
| ---- | ---------- | - | - | - | - | -- | -- | ---- | --- |
| 1    | Argentine  | 3 | 3 | 0 | 0 | 8  | 1  | +7   | 9   |
| 2    | Allemagne  | 3 | 1 | 1 | 1 | 5  | 6  | -1   | 6   |
| 3    | Angleterre | 3 | 0 | 3 | 0 | 5  | 5  | 0    | 3   |
| 4    | Chine      | 3 | 0 | 1 | 2 | 3  | 6  | -3   | 0   |

Source: FIH
En cas d'égalité de points de plusieurs équipes à l'issue des matchs de poule, les critères suivants sont appliqués dans l'ordre indiqué pour établir leur classement
1. Points,
2. Différence de buts,
3. Buts marqués,
4. Face à face.

| 18 novembre 2017 | Angleterre | 0 - 2   | Allemagne                    |                                                                    |                                                                    |
| 12h00            |            | (0 - 0) | 51e Stapenhorst · 56e Lorenz | Arbitrage : Aleesha Unka Melissa Trivic Arbitre vidéo : Lisa Roach | Arbitrage : Aleesha Unka Melissa Trivic Arbitre vidéo : Lisa Roach |
| 12h00            | Rapport    |         |                              | Arbitrage : Aleesha Unka Melissa Trivic Arbitre vidéo : Lisa Roach | Arbitrage : Aleesha Unka Melissa Trivic Arbitre vidéo : Lisa Roach |

|       | Argentine                                     | 3 - 0   | Chine |                                                                  |                                                                  |
| 14h00 | Barrionuevo 4e · Cavallero 18e · Granatto 34e | (2 - 0) |       | Arbitrage : Chieko Soma Ivona Makar Arbitre vidéo : Sarah Wilson | Arbitrage : Chieko Soma Ivona Makar Arbitre vidéo : Sarah Wilson |
| 14h00 | Rapport                                       |         |       | Arbitrage : Chieko Soma Ivona Makar Arbitre vidéo : Sarah Wilson | Arbitrage : Chieko Soma Ivona Makar Arbitre vidéo : Sarah Wilson |

| 19 novembre 2017 | Allemagne                              | 3 - 0   | Chine |                                                                     |                                                                     |
| 18h00            | Mävers 10e, 13e · Martin-Pelegrina 55e | (2 - 0) |       | Arbitrage : Aleesha Unka Kim Jung Hee Arbitre vidéo : Karen Bennett | Arbitrage : Aleesha Unka Kim Jung Hee Arbitre vidéo : Karen Bennett |
| 18h00            | Rapport                                |         |       | Arbitrage : Aleesha Unka Kim Jung Hee Arbitre vidéo : Karen Bennett | Arbitrage : Aleesha Unka Kim Jung Hee Arbitre vidéo : Karen Bennett |

|       | Angleterre | 0 - 1   | Argentine  |                                                                    |                                                                    |
| 20h00 |            | (0 - 0) | 57e Merino | Arbitrage : Melissa Trivic Alison Keogh Arbitre vidéo : Lisa Roach | Arbitrage : Melissa Trivic Alison Keogh Arbitre vidéo : Lisa Roach |
| 20h00 | Rapport    |         |            | Arbitrage : Melissa Trivic Alison Keogh Arbitre vidéo : Lisa Roach | Arbitrage : Melissa Trivic Alison Keogh Arbitre vidéo : Lisa Roach |

| 21 novembre 2017 | Argentine                                                  | 4 - 1   | Allemagne  |                                                             |                                                             |
| 18h00            | Gomes Fantasia 17e · Granatto 19e · Merino 48e · Ortiz 49e | (2 - 0) | 55e Lorenz | Arbitrage : Miao Lin Chieko Soma Arbitre vidéo : Lisa Roach | Arbitrage : Miao Lin Chieko Soma Arbitre vidéo : Lisa Roach |
| 18h00            | Rapport                                                    |         |            | Arbitrage : Miao Lin Chieko Soma Arbitre vidéo : Lisa Roach | Arbitrage : Miao Lin Chieko Soma Arbitre vidéo : Lisa Roach |

|       | Angleterre                                        | 4 - 1   | Chine     |                                                                       |                                                                       |
| 20h00 | Danson 12e · Bray 15e · Martin 35e · Haycroft 54e | (2 - 0) | 45e Zhong | Arbitrage : Karen Bennett Alison Keogh Arbitre vidéo : Melissa Trivic | Arbitrage : Karen Bennett Alison Keogh Arbitre vidéo : Melissa Trivic |
| 20h00 | Rapport                                           |         |           | Arbitrage : Karen Bennett Alison Keogh Arbitre vidéo : Melissa Trivic | Arbitrage : Karen Bennett Alison Keogh Arbitre vidéo : Melissa Trivic |

### Phase finale
|  | Quarts de finale | Quarts de finale |                  |            | Demi-finales           | Demi-finales |  |  | Finale       | Finale |
|  | Quarts de finale | Quarts de finale |                  |            | Demi-finales           | Demi-finales |  |  | Finale       | Finale |
|  |                  |                  |                  |            |                        |              |  |  |              |        |
|  |                  |                  |                  |            |                        |              |  |  |              |        |
|  |                  |                  |                  |            |                        |              |  |  |              |        |
|  | Nouvelle-Zélande | 2                |                  |            |                        |              |  |  |              |        |
|  | Nouvelle-Zélande | 2                |                  |            |                        |              |  |  |              |        |
|  | Argentine        | 1                |                  |            |                        |              |  |  |              |        |
|  | Argentine        | 1                | Nouvelle-Zélande | 1          |                        |              |  |  |              |        |
|  |                  |                  | Nouvelle-Zélande | 1          |                        |              |  |  |              |        |
|  |                  | Angleterre       | 0                |            |                        |              |  |  |              |        |
|  | Angleterre       | Angleterre       | 0                | 2          |                        |              |  |  |              |        |
|  | Angleterre       |                  |                  | 2          |                        |              |  |  |              |        |
|  | États-Unis       | 1                |                  |            |                        |              |  |  |              |        |
|  | États-Unis       | 1                | Nouvelle-Zélande | 0          |                        |              |  |  |              |        |
|  |                  |                  | Nouvelle-Zélande | 0          |                        |              |  |  |              |        |
|  |                  | Pays-Bas         | 3                |            |                        |              |  |  |              |        |
|  | Pays-Bas         | Pays-Bas         | 3                | 4          |                        |              |  |  |              |        |
|  | Pays-Bas         |                  |                  | 4          |                        |              |  |  |              |        |
|  | Chine            | 0                |                  |            |                        |              |  |  |              |        |
|  | Chine            | 0                | Pays-Bas         | 2          |                        |              |  |  |              |        |
|  |                  |                  | Pays-Bas         | 2          | Match pour la 3e place |              |  |  |              |        |
|  |                  | Corée du Sud     | 0                |            |                        |              |  |  |              |        |
|  | Allemagne        | Corée du Sud     | 0                | 3 (1)      |                        |              |  |  |              |        |
|  | Allemagne        |                  |                  | 3 (1)      |                        |              |  |  |              |        |
|  | Corée du Sud     | 3 (3)            |                  | Angleterre | 0                      |              |  |  |              |        |
|  | Corée du Sud     | 3 (3)            |                  | Angleterre | 0                      |              |  |  |              |        |
|  |                  |                  |                  |            |                        |              |  |  | Corée du Sud | 1      |
|  |                  |                  |                  |            |                        |              |  |  | Corée du Sud | 1      |

Les quarts de finale perdants sont classés en fonction de leurs résultats du premier tour afin de déterminer les rencontres pour les matchs de classement de la cinquième à la huitième place.
| Rang | Équipe     | J | V | N | P | BP | BC | Diff | Pts |
| ---- | ---------- | - | - | - | - | -- | -- | ---- | --- |
| 1    | Argentine  | 3 | 3 | 0 | 0 | 8  | 1  | +7   | 9   |
| 2    | Allemagne  | 3 | 2 | 0 | 1 | 6  | 4  | +2   | 6   |
|      |            |   |   |   |   |    |    |      |     |
| 3    | États-Unis | 3 | 1 | 1 | 1 | 4  | 4  | 0    | 4   |
| 4    | Chine      | 3 | 0 | 0 | 3 | 1  | 10 | -9   | 0   |

En cas d'égalité de points de plusieurs équipes à l'issue des matchs de poule, les critères suivants sont appliqués dans l'ordre indiqué pour établir leur classement
1. Points,
2. Différence de buts,
3. Buts marqués.

#### Quarts de finale
| 22 novembre 2017 | Allemagne                                 | 3 - 3             | Corée du Sud                           |                                                                 |                                                                 |
| 18h00            | Lorenz 9e, 42e · Mävers 36e               | (1 - 1)           | 28e Cho H. · 35e Jang H. · 43e Park S. | Arbitrage : Melissa Trivic Mian Lin Arbitre vidéo : Ivona Makar | Arbitrage : Melissa Trivic Mian Lin Arbitre vidéo : Ivona Makar |
| 18h00            | Rapport                                   |                   |                                        | Arbitrage : Melissa Trivic Mian Lin Arbitre vidéo : Ivona Makar | Arbitrage : Melissa Trivic Mian Lin Arbitre vidéo : Ivona Makar |
| 18h00            | Altenburg · Mävers · Lorenz · Stapenhorst | Tirs au but 1 - 3 | Park M. · Park S. · Lee · Cho E.       | Arbitrage : Melissa Trivic Mian Lin Arbitre vidéo : Ivona Makar | Arbitrage : Melissa Trivic Mian Lin Arbitre vidéo : Ivona Makar |

|       | Nouvelle-Zélande         | 2 - 1   | Argentine |                                                                  |                                                                  |
| 20h15 | Neal 32e · Michelsen 33e | (0 - 1) | 2e Merino | Arbitrage : Alison Keogh Sarah Wilson Arbitre vidéo : Lisa Roach | Arbitrage : Alison Keogh Sarah Wilson Arbitre vidéo : Lisa Roach |
| 20h15 | Rapport                  |         |           | Arbitrage : Alison Keogh Sarah Wilson Arbitre vidéo : Lisa Roach | Arbitrage : Alison Keogh Sarah Wilson Arbitre vidéo : Lisa Roach |

| 23 novembre 2017 | Angleterre   | 2 - 1   | États-Unis   |                                                                 |                                                                 |
| 18h00            | Bray 7e, 41e | (1 - 0) | 54e Gonzalez | Arbitrage : Aleesha Unka Chieko Soma Arbitre vidéo : Lisa Roach | Arbitrage : Aleesha Unka Chieko Soma Arbitre vidéo : Lisa Roach |
| 18h00            | Rapport      |         |              | Arbitrage : Aleesha Unka Chieko Soma Arbitre vidéo : Lisa Roach | Arbitrage : Aleesha Unka Chieko Soma Arbitre vidéo : Lisa Roach |

|       | Pays-Bas                                                | 4 - 0   | Chine |                                                                    |                                                                    |
| 20h15 | Welten 4e · Keetels 23e · Van Maasakker 52e · Matla 57e | (2 - 0) |       | Arbitrage : Karen Bennett Karine Alves Arbitre vidéo : Ivona Makar | Arbitrage : Karen Bennett Karine Alves Arbitre vidéo : Ivona Makar |
| 20h15 | Rapport                                                 |         |       | Arbitrage : Karen Bennett Karine Alves Arbitre vidéo : Ivona Makar | Arbitrage : Karen Bennett Karine Alves Arbitre vidéo : Ivona Makar |

#### Cinquième et sixième place
| 24 novembre 2017 | Argentine                                     | 4 - 0   | Allemagne |                                                               |                                                               |
| 18h00            | Trinchinetti 8e · Habif 12e · Merino 42e, 60e | (2 - 0) |           | Arbitrage : Miao Lin Ivona Makar Arbitre vidéo : Aleesha Unka | Arbitrage : Miao Lin Ivona Makar Arbitre vidéo : Aleesha Unka |
| 18h00            | Rapport                                       |         |           | Arbitrage : Miao Lin Ivona Makar Arbitre vidéo : Aleesha Unka | Arbitrage : Miao Lin Ivona Makar Arbitre vidéo : Aleesha Unka |

#### Première demi-finale
| 24 novembre 2017 | Nouvelle-Zélande | 1 - 0   | Angleterre |                                                                  |                                                                  |
| 20h15            | Merry 55e        | (0 - 0) |            | Arbitrage : Alison Keogh Sarah Wilson Arbitre vidéo : Lisa Roach | Arbitrage : Alison Keogh Sarah Wilson Arbitre vidéo : Lisa Roach |
| 20h15            | Rapport          |         |            | Arbitrage : Alison Keogh Sarah Wilson Arbitre vidéo : Lisa Roach | Arbitrage : Alison Keogh Sarah Wilson Arbitre vidéo : Lisa Roach |

#### Septième et huitième place
| 25 novembre 2017 | États-Unis                                                      | 6 - 4   | Chine                             |                                                                       |                                                                       |
| 18h00            | Sharkey 13e, 54e · Shealy 22e, 29e · Witmer 28e · McCrudden 45e | (4 - 2) | 10e Gu · 29e, 35e Song · 44e Wang | Arbitrage : Karen Bennett Kim Jung Hee Arbitre vidéo : Melissa Trivic | Arbitrage : Karen Bennett Kim Jung Hee Arbitre vidéo : Melissa Trivic |
| 18h00            | Rapport                                                         |         |                                   | Arbitrage : Karen Bennett Kim Jung Hee Arbitre vidéo : Melissa Trivic | Arbitrage : Karen Bennett Kim Jung Hee Arbitre vidéo : Melissa Trivic |

#### Deuxième demi-finale
| 25 novembre 2017 | Pays-Bas                   | 2 - 0   | Corée du Sud |                                                                      |                                                                      |
| 20h15            | Krekelaar 6e · Leurink 18e | (2 - 0) |              | Arbitrage : Aleesha Unka Michelle Joubert Arbitre vidéo : Lisa Roach | Arbitrage : Aleesha Unka Michelle Joubert Arbitre vidéo : Lisa Roach |
| 20h15            | Rapport                    |         |              | Arbitrage : Aleesha Unka Michelle Joubert Arbitre vidéo : Lisa Roach | Arbitrage : Aleesha Unka Michelle Joubert Arbitre vidéo : Lisa Roach |

#### Troisième et quatrième place
| 26 novembre 2017 | Angleterre | 0 - 1   | Corée du Sud |                                                                    |                                                                    |
| 18h00            |            | (0 - 1) | 8e Kim J.    | Arbitrage : Melissa Trivic Karine Alves Arbitre vidéo : Lisa Roach | Arbitrage : Melissa Trivic Karine Alves Arbitre vidéo : Lisa Roach |
| 18h00            | Rapport    |         |              | Arbitrage : Melissa Trivic Karine Alves Arbitre vidéo : Lisa Roach | Arbitrage : Melissa Trivic Karine Alves Arbitre vidéo : Lisa Roach |

#### Finale
| 26 novembre 2017 | Nouvelle-Zélande | 0 - 3   | Pays-Bas                                 |                                                                      |                                                                      |
| 20h15            |                  | (0 - 2) | 24e Jonker · 25e Verschoor · 32e Leurink | Arbitrage : Michelle Joubert Sarah Wilson Arbitre vidéo : Lisa Roach | Arbitrage : Michelle Joubert Sarah Wilson Arbitre vidéo : Lisa Roach |
| 20h15            | Rapport          |         |                                          | Arbitrage : Michelle Joubert Sarah Wilson Arbitre vidéo : Lisa Roach | Arbitrage : Michelle Joubert Sarah Wilson Arbitre vidéo : Lisa Roach |

## Statistiques

### Classement final
| Rang               | Grp | Équipe           | J | V | N | P | BP | BC | Diff | Pts | Classement final             |
| ------------------ | --- | ---------------- | - | - | - | - | -- | -- | ---- | --- | ---------------------------- |
| Médaille d'or      | A   | Pays-Bas         | 6 | 6 | 0 | 0 | 18 | 0  | +18  | 18  | Médaille d'or                |
| Médaille d'argent  | A   | Nouvelle-Zélande | 6 | 2 | 0 | 4 | 5  | 13 | -8   | 6   | Médaille d'argent            |
| Médaille de bronze | A   | Corée du Sud     | 6 | 2 | 2 | 2 | 7  | 10 | -3   | 8   | Médaille de bronze           |
| 4                  | B   | Angleterre       | 6 | 2 | 0 | 4 | 6  | 7  | -1   | 6   | Quatrième place              |
|                    |     |                  |   |   |   |   |    |    |      |     |                              |
| 5                  | B   | Argentine        | 5 | 4 | 0 | 1 | 13 | 3  | +10  | 12  | Éliminés en quarts de finale |
| 6                  | B   | Allemagne        | 5 | 2 | 0 | 3 | 9  | 11 | -2   | 6   | Éliminés en quarts de finale |
| 7                  | A   | États-Unis       | 5 | 2 | 1 | 2 | 11 | 10 | +1   | 7   | Éliminés en quarts de finale |
| 8                  | B   | Chine            | 5 | 0 | 0 | 5 | 5  | 20 | -15  | 0   | Éliminés en quarts de finale |

### Récompenses
Les prix suivants ont été remis à la fin du tournoi.
| Meilleure joueuse | Meilleure gardienne | Meilleure jeune joueuse | Meilleures buteuses              |
| ----------------- | ------------------- | ----------------------- | -------------------------------- |
| Stacey Michelsen  | Sally Rutherford    | Lily Owsley             | Maartje Krekelaar Delfina Merino |

### Buteuses
74 buts ont été inscrits en 22 rencontres soit une moyenne de 3.36 buts par match.
| 5 buts - Maartje Krekelaar - Delfina Merino 4 buts - Nike Lorenz 3 buts - Kelly Jonker - Sophie Bray - Marie Mävers 2 buts - Laurien Leurink - Caia van Maasakker - Frédérique Matla - María Granatto - Loren Shealy - Jill Witmer | - Taylor West - Kathleen Sharkey - Song Xiaoming - Park Seunga - Cho Hyejin 1 but - Erin Goad - Olivia Merry - Brooke Neal - Ella Gunson - Stacey Michelsen - Marloes Keetels - Maria Verschoor | - Lidewij Welten - Margot van Geffen - Sarah Haycroft - Hannah Martin - Alex Danson - Eugenia Trinchinetti - Martina Cavallero - Agustina Habif - Paula Ortiz - Noel Barrionuevo - Julia Gomes | - Charlotte Stapenhorst - Teresa Martin-Pelegrina - Erin Matson - Melissa Gonzalez - Erin McCrudden - Gu Bingfeng - Zhong Mengling - Wang Shumin - Cha Yesol - Jang Heesun - Kim Jongeun |